# Пилюс, Наталия Николаевна
Пилюс Наталия Николаевна (Род. 10 октября 1953 г. в город Лебедин, Сумская область, Украинская ССР, СССР) — российский политический деятель. Депутат Государственной Думы VII созыва, член фракции «Единая Россия», член комитета Госдумы по культуре.

## Биография
В 1977 году получила высшее образование по специальности «правоведение», окончив Ленинградский государственный университет им. А. А. Жданова. В 2000 году прошла переподготовку по программе «Школа кадрового менеджмента» в Академии народного хозяйства при Правительстве РФ. С 1977 по 1979 год, после окончания ВУЗа, работала в Тульской областной коллегии адвокатов, с 1979 по 1982 год работала в Центральном районном суде Тулы в должности народного судьи. С 1982 по 2000 год работала в Тульской областной коллегии адвокатов, адвокатом в юридической консультации № 1. С 2000 по 2002 год, после прохождения переподготовки работала в ЗАО «Автошина» в должности вице-президента по работе с персоналом. С 2002 по 2005 год работала в ООО «ОХК «Щекиноазот» в должности вице-президента по кадровой и социальной политике.
В октябре 2005 года избрана по единому округу по спискам партии «Единая Россия» депутатом Собрания представителей Щёкинского района. 
В ноябре 2005 года избрана депутатами на должность главы Щекинского района — председателя Собрания представителей Щекинского района. 
В 2009 году повторно избрана главой Щёкинского района — председателем Собрания представителей Щёкинского района Тульской области.
В сентябре 2014 года избрана по спискам партии «Единая Россия» депутатом Тульской областной думы VI созыва. Исполняла депутатские полномочия на непостоянной основе, с 2014 по 2017 год работала в ООО «ОХК «Щекиноазот» в должности заместителя генерального директора по связям с общественностью. 
В сентябре 2016 года баллотировалась по спискам партии «Единая Россия» в Госдуму VII созыва, однако по результатам выборов в Думу не прошла.
1 марта 2017 года Н. Н. Пилюс передан вакантный мандат депутата Любимова, досрочно сложившего полномочия в связи с назначением временно исполняющим обязанности губернатора Рязанской области. С 1 марта — депутат Государственной Думы VII созыва.

## Законотворческая деятельность
С 2017 по 2019 год, в течение исполнения полномочий депутата Государственной Думы VII созыва, выступила соавтором 87 законодательных инициатив и поправок к проектам федеральных законов.